# Alexander Gruszynski
Alexander Gruszynski (Varsovia, 19 de junio de 1950) es un actor y cinematógrafo polaco afincado en Estados Unidos.
Estudió en la Escuela Nacional de Cine de Dinamarca en Copenhague y es miembro de la American Society of Cinematographers.
Ha participado en películas como Tremors, Angus, The Craft, The Pagemaster, 54, Dick, Two Can Play That Game, Five Fingers, Nancy Drew o Ideal Home.